# Kromosom 1
Kromosom 1 är ett av de tjugotre kromosomparen hos människan. Människor har normalt två kopior av denna kromosom. Kromosom 1 är störst av människans kromosomer med nästan 249 miljoner baspar.

## Gener
Kromosom 1 innehåller mer än 3000 gener.